# Pelle Havne
Per (Pelle) Bernhard Havne, född 7 juni 1893 i Lillviken, Alanäs, Jämtland, död 30 december 1935 i Stockholm, var en svensk målare och grafiker.
Han var son till hemmansägaren Karl Salomon Persson och Benedikta (Beda) Strand och från 1924 gift med Gerda Bergsten. Havne studerade vid Tekniska skolan i Stockholm 1911 och vid Althins målarskola under tre år samt för Carl Wilhelmson 1916-1918 och vid Konsthögskolan 1918-1921. Under tiden på konsthögskolan deltog han i Axel Tallbergs etsningskurs. Han fortsatte sin utbildning med ett flertal studieresor till bland annat Spanien, Nederländerna, Italien, Tyskland och i Frankrike studerade han för André Lhote Paris 1922 och vid Académie de la Grande Chaumière 1923. Han ställde ut separat på Örebro konserthus 1934 och i Sundsvall. Han medverkade i samlingsutställningar på Liljevalchs konsthall och i Parissalongen. Bland hans offentliga arbeten märks altartavlan Fariséer i Alanäs kyrka och  altartavlan Moder se din son i Kalls kyrka. Hans konst består av stilleben, realistiska djurmotiv i landskap, hästar, kor och renar samt landskapsmålningar från Öland, Gotland och Lofoten. Havne är representerad vid Östersunds museum.